# Dunadd
Dunadd (oder Dunadd Fort oder Dunadd Hillfort; eigentlich Dun add) liegt westlich des Flusses Add, nördlich von Lochgilphead und südlich von Kilmartin nahe dem River Add in Argyll and Bute (Schottland) auf einem etwa 50 m hohen Felsen. Die Straße A816 verläuft nur wenige hundert Meter östlich des Eisenzeitlichen Hillforts, das zweimal in den Annals of Ulster erwähnt wird. „Dun-Add“ hat seinen Namen nach dem nahen River Add.
Dunadd war zwischen 500 und 900 n. Chr. als Haupt- und Krönungsort des Königreichs Dalriada der wichtigste Ort in diesem Teil Schottlands. Die während der Dark ages, ab etwa 500 n. Chr., primär aus dem County Antrim in Nordirland eingewanderten Skoten gründeten das Königreich.
Der Piktenkönig Oengus (oder Onuist, wie sein Name auf piktisch lautet), Sohn von Fergus verwüstete Dalriada und besetzte Dún At. Onuist war einer der mächtigsten Piktenkönige des 8. Jahrhunderts und die Nennung von Dunadd in Zusammenhang mit der Verwüstung des Dalriadas impliziert, dass es ein Ort von Bedeutung war. Aber Dalriada erholte sich und kehrte den Spieß um. Im Jahre 843 wurde Kenneth MacAlpin, der König der Schotten von Dalriada, auch der König der Pikten. Unter dem Druck der Wikingerüberfälle verlegte er das Zentrum im Jahre 850 vom küstennahen Dunadd nach Scone, in der Nähe von Perth. Damit waren Dunadds glorreiche Tage vorbei.
Dunadd wurde von Archäologen 1904, 1929, 1950 und zuletzt in den 1980er Jahren ausgegraben. Es hatte ursprünglich vier Wälle auf verschiedenen Ebenen. Das Layout mit der äußeren Verteidigungslinie um eine Hochburg entsprach fast dem Motte and Bailey genannten Burgentyp, den die Normannen erst Jahrhunderte später einführten.

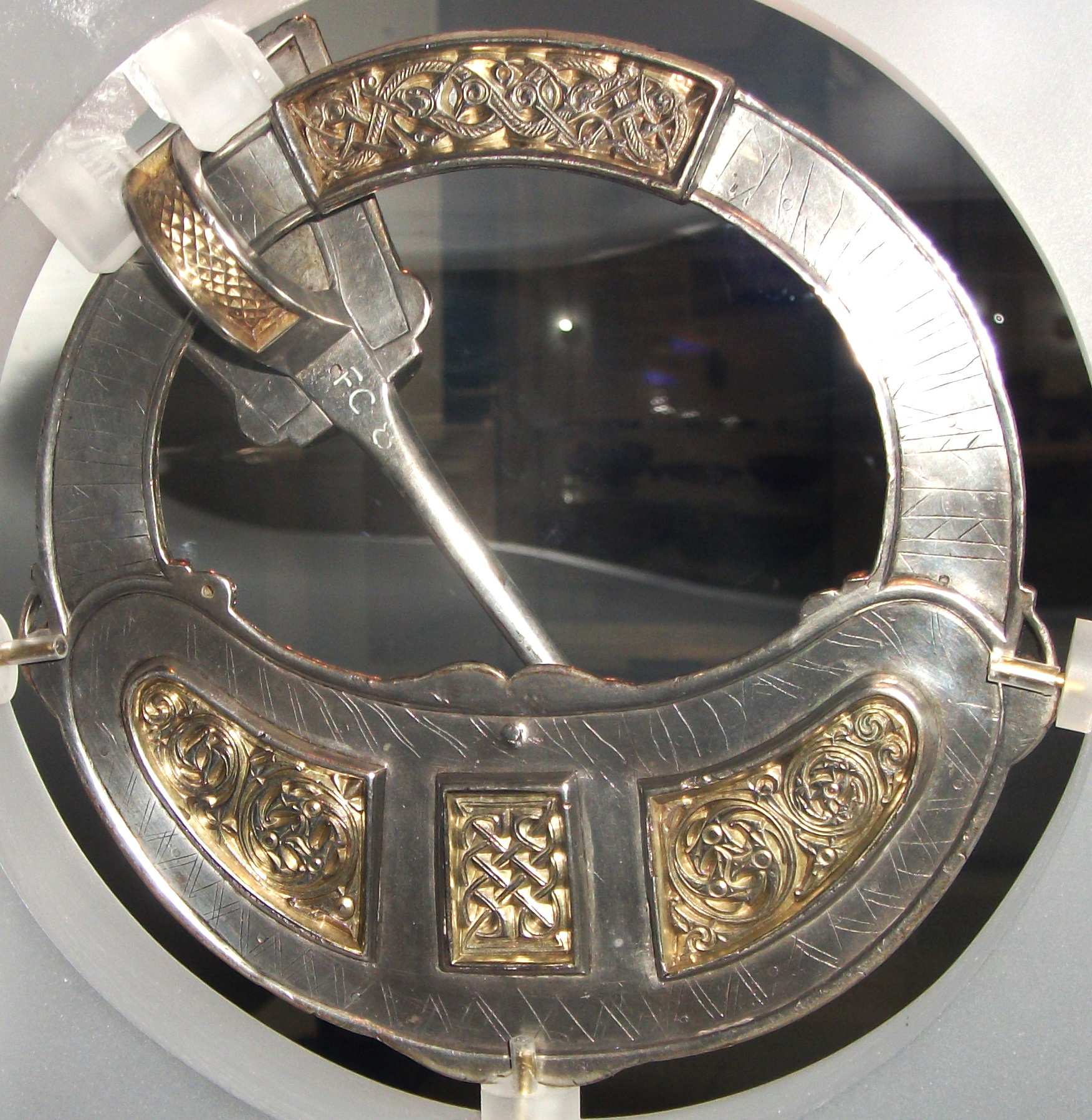
„Hunterston Brooch“

Auf dem Gipfel ist ein kleines Teilstück der ursprünglichen Festungsmauer erhalten. Eine Felsplatte auf dem Gipfel weist eine eingetiefte Höhlung auf, deren Zweck unbekannt ist. Eine andere trägt den Abdruck einer in den Fels gehauenen Fußsohle. Der gut erhaltene Fußabdruck ist 27 cm lang, fast 11 cm breit, hat an der Ferse 9 cm Durchmesser und 2,5 cm tief, so dass ein Fuß in einem Schuh oder Stiefel hineinpasst. Es wird vermutet, dass der König von Dalriada, nach irischer Tradition, durch das Setzen seines Fußes in die felsige Nachbildung geweiht wurde. In der Nähe ist ein Ogam-Text, nach Katherine Forsyth aus dem 9. Jahrhundert, eingraviert, dessen Bedeutung unbekannt ist. Die Gravur eines Wildschweines (oder eines Bären) auf einer Felsplatte wurde in den Garten eines der Häuser am Fuße der Festung verlegt.
Die Archäologen fanden heraus, dass die Könige während der Dark Ages seltene Gerichte, exquisite Lebensmittel, importierte Kräuter und teure Kleiderfarbstoffe genossen. Bei den Analysen fanden sich Spuren von Dill und Koriander. Etwa 20 Steine gehören zu Handdrehmühlen, die mit D-Ware vergesellschaftet waren. Schmuck wurde ab 650 n. Chr. unter Verknüpfung piktischer, keltischer und angelsächsischer Designelemente lokal aus Bernstein, Glas, Gold und Silber in Form von Fibeln und Nadeln hergestellt. Einige gravierte Steinfragmente und ein Anhänger aus Schiefer, mit Tierdarstellungen und rosettartigen Knotenmustern gehören zu den Besonderheiten.
Es ist durchaus möglich, dass die als irische Arbeit angesehene „Hunterston Brooch“ in Dunadd hergestellt wurde. Kontinentale Keramik, fein gearbeitete Glaswaren und Rohstoffe aus dem Mittelmeer belegen Fernhandel.
Unmittelbar östlich, in der Nähe der Dunaff Farm, befinden sich die beiden Menhire von Dunadd. Der größere (liegende) ist 4,3 m lang.